# 羅格爾斯山
47°9′9″N 9°57′27″E / 47.15250°N 9.95750°E

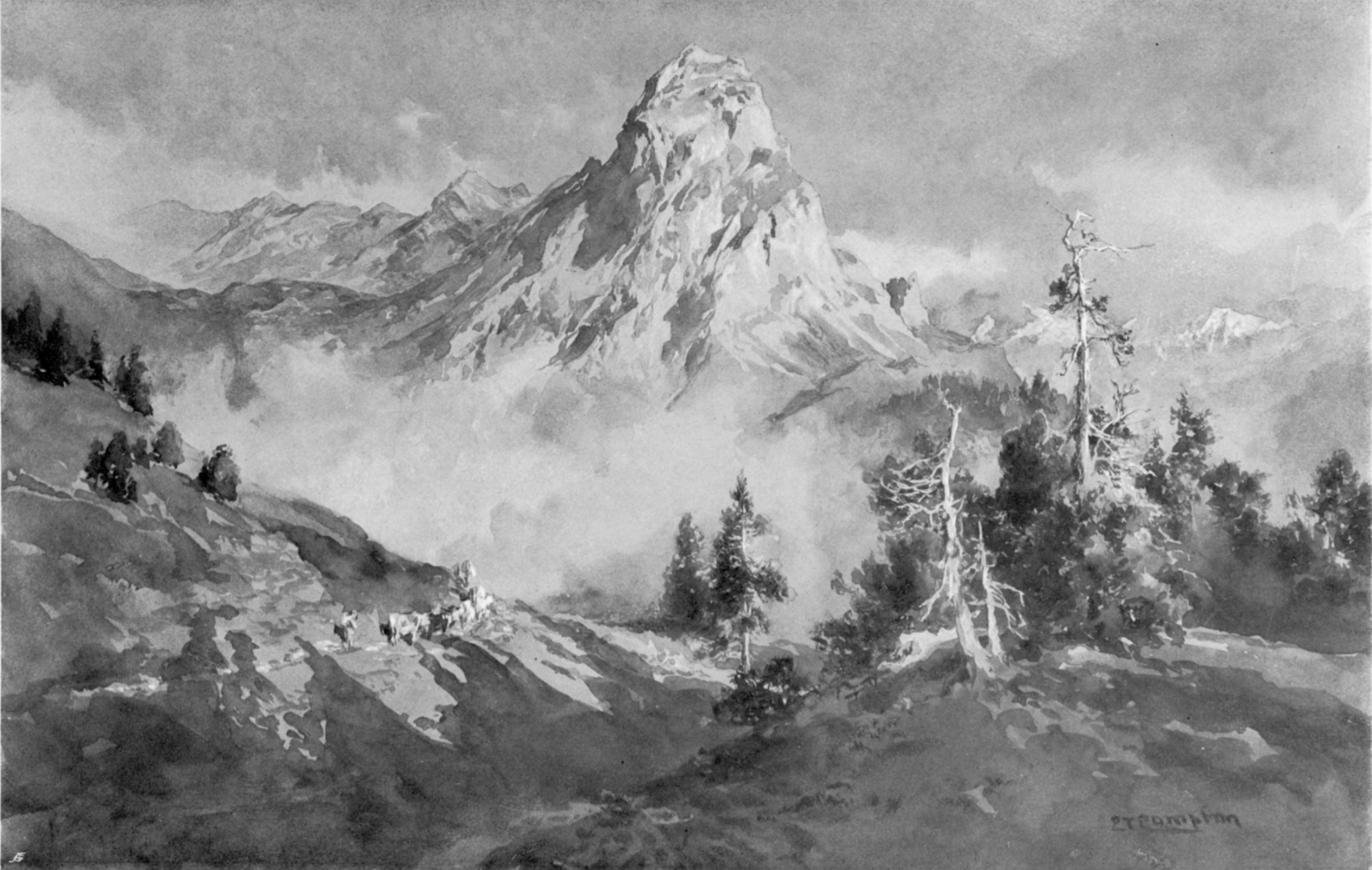

羅格爾斯山（德語：Roggelskopf），是奧地利的山峰，位於該國西部，由福拉爾貝格州負責管轄，屬於萊希奎倫山脈的一部分，海拔高度2,284米，每年平均降雨量1,730毫米，人類在1875年首次登頂。